# 中非共和國內戰
中非共和國內戰（英語：Central African Republic Bush War），是指在發生2004年到2007年中非共和國境內的一場內戰，與查德內戰和達爾富爾衝突皆為中非戰爭的一部分。